# Blesovce
Blesovce jsou obec v okrese Topoľčany v Nitranském kraji na západním Slovensku. Žije v ní 335 obyvatel.

## Historie
Archeologické nálezy dokládají osídlení už v období neolitu. První písemná zmínka o vesnici pochází z roku 1246. Nachází se v darovací listině, jíž král Béla IV. daroval hraběti Vítkovi (za služby poskytnuté v době vpádu Tatarů) území (Horní) Štitáre, vyjmuté z nitranského hradního panství, území, která sousedila s Ludanicemi a (Horními) Obdokovcemi patřícími témuž hraběti Vítkovi. V roce 1262 byla vesnice uváděná jako Belez. V roce 1390 byla v majetku topoľčianského panství.
Na přelomu 13. a 14. století se změnil vlastník panství. Obec pravděpodobně zabral Matúš Čák Trenčanský a připojil ji k topolčanskému hradnímu panství. V roce 1389 bylo vyměněno za panství Šášov s bratry Frankem a Šimonem ze Sečian, a Blesovce přestaly být královským městem. V období turecké nadvlády byla obec vypálená. Od konce 16. století se v obci vystřídalo mnoho majitelů z rodů Beréniů, Očkaiů, Prileskovců, Ujfalušiů a dalších. V roce 1715 bylo ve vsi šestnáct domácností a jsou uváděny vinice. V roce 1787 žilo v 33 domech 194 obyvatel, v roce 1828 v 31 domech bylo 217 obyvatel. Obec byla známá vinicemi, ovocnářstvím a pěstováním růží.

## Přírodní poměry
Obec leží v Podunajské pahorkatině, v severozápadní části Nitranské pahorkatiny, na severovýchodním úpatí Povážského Inovce. Územím protéká Blesovský potok. Povrch území obce je odlesněný, členěný vrchy a podélnými úvaly. Nadmořská výška se pohybuje v rozmezí 194–277 metrů, střed obce je ve výšce 232 metrů. Území je tvořeno třetihorními uloženinami, které jsou překryté sprašovými hlínami. Zemědělskou půdu tvoří hnědozem a ilimerizované půdy. Zástavba obce zabírá šest hektarů.

### Využití půdy
Celková rozloha obce 5,077 km², z toho 92 % tvoří zemědělská půda (2020). Celkové využití půdy (2020): 81 % orná půda, 4 % zahrady, 6 % travnaté plochy. V roce 2023 na zemědělskou půdu připadalo 468,27 ha, z toho 413,75 ha byla orná půda, 22,06 ha zahrady a 31,88 ha travnaté plochy. Z nezemědělské plochy (39,50 ha) připadalo 22,75 ha na zastavěné plochu a nádvoří, 10,43 ha na lesní porost.

### Sousední obce
Obec sousedí:
|                |               | Bojná                |
| Lipovník       |               | Bojná, Veľké Dvorany |
| Hajná Nová Ves | Horné Štitáre |                      |

## Farnost
Obec byla už v 11., respektive 12., století sídlem fary. Stál zde románský kostelík zasvěcený svatému Janu Křtiteli. Na začátku 17. století byl užíván evangelíky. V roce 1658 byl původně dřevěný kostel přestavěn na kamenný. Po roce 1711 v obci zanikla evangelická církev a kostel se stal v roce 1730 opět katolickým. V 18. století byl barokně přestavěn a v 19. století empírově upraven.
Římskokatolická farnost Blesovce patří k děkanátu Radošina nitranské diecéze. Farním kostelem je kostel Umučení svatého Jana Křtitele, filiálním je kostel Narození Panny Marie ve Veľkých Dvoranech.

## Rodáci
- Tibor Cabaj (* 1954), politik ĽS-HZDS, poslanec NR SR